# Brachypogon jaroslavi
Brachypogon jaroslavi är en tvåvingeart som beskrevs av Ryszard Szadziewski 1983. Brachypogon jaroslavi ingår i släktet Brachypogon och familjen svidknott.
Artens utbredningsområde är Algeriet. Inga underarter finns listade i Catalogue of Life.